# 上田武司 (競馬)

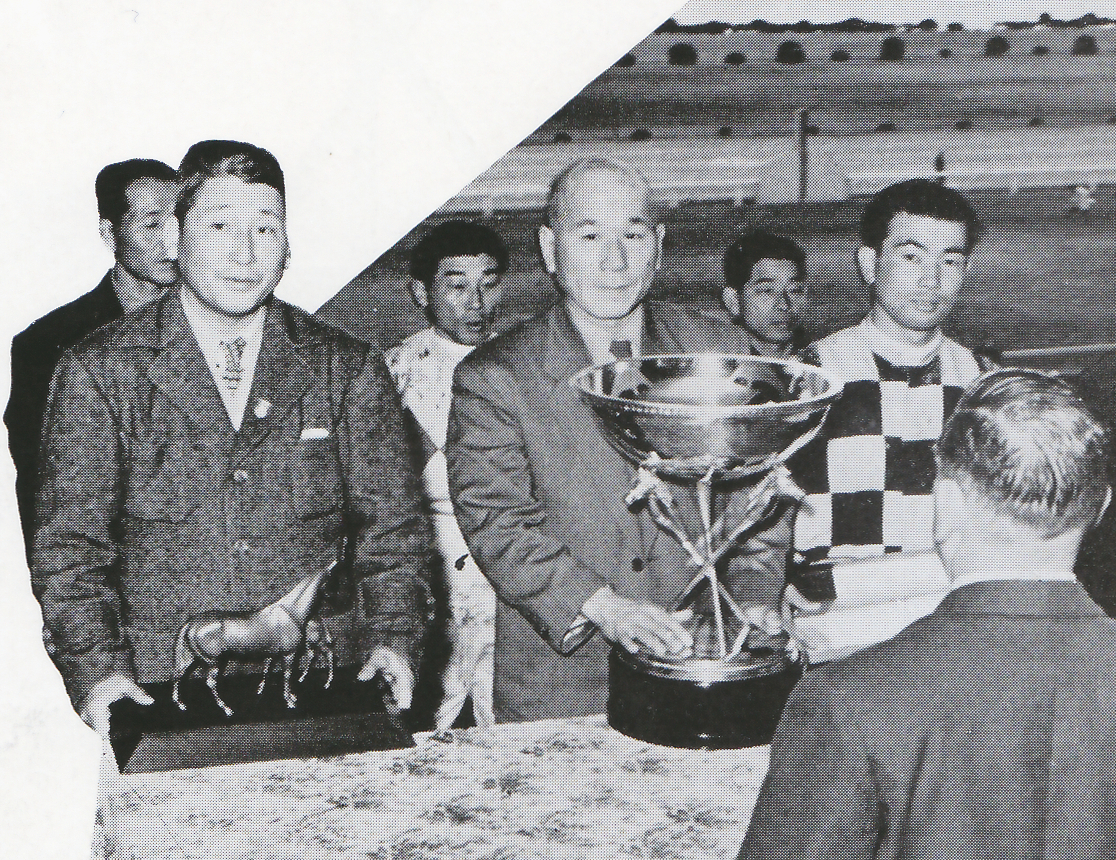
左端が上田武司、右端は上田三千夫
（1953年日本経済新春杯表彰式）

上田 武司（うえだ たけし、1909年4月4日 - 1979年2月13日）は、日本中央競馬会 (JRA) ・栗東トレーニングセンターに所属していた調教師。福岡県出身。養子に上田三千夫がいる。

## 来歴
1909年、福岡県小倉市北方（現・北九州市小倉南区北方）で生まれる。
1923年、福岡県立中学明善校（現・福岡県立明善高等学校）を中退し、1924年7月、小倉競馬倶楽部（小倉競馬場）の森文一厩舎に入門する。
1927年、騎手兼調教師免許を取得、小倉競馬場に厩舎を構え独立する。
1942年、騎手を引退。騎手成績1066戦160勝。
1946年、調教師免許を取得。
1951年10月14日、チャレンジカップのサチホマレで重賞初制覇。
1954年4月18日、皐月賞をダイナナホウシユウで勝利しクラシック競走初制覇。
1962年から1963年・1966年・1968年から1976年に日本調教師会関西本部長を務める。
1962年8月19日、小倉競馬第2競走で管理馬9頭を出走させ（17頭立て）、1〜5着を独占した（JRAの一競走最多出走厩舎記録）。
1964年、62勝を挙げ、関西リーディング調教師となる（全国2位）。
1979年2月13日、急性心不全のため死去。69歳没。調教師成績7450戦1071勝（重賞40勝）。

## 人物
ものを言わない口数の少ない人物で、弟子の中島敏文の結婚式の際に、「挨拶をさせられるなら出席しない」といったという。
1959年ごろからの厩務員組合との労使交渉をスムーズにまとめた。調教師の布施正は「頭がよく、人の意見に耳を傾け、部下を使うのがうまかった」としている。

## 主な管理馬
- ダイナナホウシユウ（1954年皐月賞、神戸盃、菊花賞、1955年京都記念（秋）、天皇賞（秋）、1956年阪神大賞典）
- ミスブゼン（1955年京都牝馬特別）
- ホウシユウクイン（1958年桜花賞）
- トサキング（1961年京都大障害（春）、中山大障害（秋））
- ミスマサコ（1963年桜花賞）
- ダイコーター（1965年神戸盃、菊花賞）
- ムーテイイチ（1972年阪神障害ステークス（秋）、京都大障害（秋））
- ホウシュウリッチ（1973年神戸新聞杯）
- スズカシンプウ（1979年日経新春杯）
- ダイニホウシユウ

## 主な厩舎所属者
※太字は門下生。括弧内は厩舎所属期間と所属中の職分。
- 上田三千夫（1948年 - 1965年、騎手）
- 瀬戸口勉（1959年 - 1973年、騎手）
- 安藤正敏（1959年 - 1965年、騎手）
- 松田博資（1963年 - 1979年、騎手）
- 白井寿昭（1968年 - 1978年、厩務員→調教助手）
- 中島敏文（1969年 - 1979年、騎手）
- 坪正直（1975年、調教助手）